# Pigeon Key (Lower Keys)
Pour les articles homonymes, voir Pigeon Key (Upper Keys).
Pigeon Key est une île des Keys, archipel des États-Unis d'Amérique situé dans l'océan Atlantique au sud de la péninsule de Floride. Elle est située dans les Lower Keys et relève administrativement du comté de Monroe.